# Pianoconcert nr. 1 (Tsjerepnin)
Aleksandr Tsjerepnin componeerde zijn Pianoconcert nr. 1 opus 12 gedurende de jaren 1918 en 1919. Het is geschreven tijdens zijn verblijf in en om Tbilisi in Georgië. De familie was daarheen gevlucht vanwege honger en cholera in Petrograd. Het werk is nog wel gecomponeerd in de romantische stijl met zijn "Sturm und Drang", maar er zijn op diverse plaatsen tekenen te horen dat Tjerepnin een moderne kant op wilde gaan; hij ontwierp later zijn eigen toonladder. Tsjerepnin was 20 jaar toen het stuk voltooid was. Pas in 1923 ging het stuk in première; Aleksandr achter de piano en vader Nikolaj Tsjerepnin op de bok in Monte Carlo.
Het pianoconcert is geschreven in het tempo Allegro tumultuoso en bestaat slechts uit één deel, dat wel secties bevat die verwijzen naar de oorspronkelijke concertovorm. Het kent een lang orkestrale intro, voordat de solist na drieënhalve minuut direct met een cadenza begint.

## Orkestratie
- piano
- 2 dwarsfluiten, 2 hobo's; 2 klarinetten; 2 fagotten;
- 2 hoorns, 2 trompetten, 2 trombones, 1 tuba
- pauken en
- strijkers

## Bron en discografie
- Uitgave BIS Records: Norika Ogawa (piano); Singapore Symphony Orchestra o.l.v. Lan Shui.
- Uitgave Olympia Compact Discs Ltd.; Murray McLachlan (solist); Chetham’s Symphony Orchestra o.l.v. Julian Clayton